# 프랭크 머카우스키

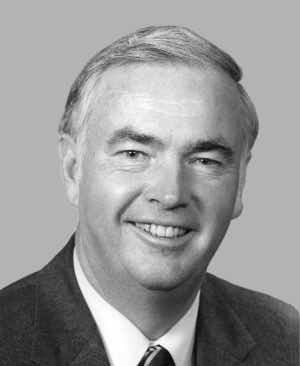
프랭크 머카우스키

프랜시스 휴스 "프랭크" 머카우스키(영어: Francis Hughes "Frank" Murkowski, 1933년 3월 28일 - )는 미국의 정치인이다.
워싱턴주 시애틀에서 태어났으며, 미국의 정식 주가 되기 전인 알래스카 준주의 케치칸에서 성장했다. 가톨릭 신자로 캘리포니아주의 샌타클래라 대학교에 입학했다가 워싱턴 주의 시애틀 대학교로 옮겨 시애틀 대학교를 졸업한 후 알래스카주의 앵커리지에서 금융업에 종사했다. 1970년 공화당 소속으로 알래스카주 연방 하원의원 선거에 출마했으나 낙선했다. 그 후 알래스카주 경제개발국에서 일하다가 알래스카주 상공회의소 회장을 지냈다. 1980년 연방 상원의원 선거에 출마하여 당선되었다. 상원에서는 주로 외교와 에너지 관계 분야에서 활동하였다. 1986년, 1992년, 1998년 연속으로 당선되며 입지를 강화하여 알래스카 주에서 가장 유력한 정치인이며, 상원의 대표적인 거물이 되었다. 2002년에는 주지사 선거에 출마하여 당선되었다. 그의 상원 임기는 2004년까지 남아 있었으며, 남은 임기를 맡을 후임자로는 그의 딸인 리사 머카우스키가 지명되었다. 주지사 재임 중에 석유 파이프라인 문제, 주지사 전용기 구입 문제 등으로 그는 차츰 인기를 잃게 되었고, 2006년 재선에서는 공화당 예비선거에서 세라 페일린에게 뒤져 후보로 선출되지 못했다.

## 역대 선거 결과
| 선거명      | 직책명                         | 대수  | 정당   | 득표율 | 득표수    | 결과 | 당락                     |
| ----------- | ------------------------------ | ----- | ------ | ------ | --------- | ---- | ------------------------ |
| 1970년 선거 | 하원의원 (알래스카 광역선거구) | 92대  | 공화당 | 44.89% | 35,947표  | 2위  | 낙선                     |
| 1980년 선거 | 상원의원 (알래스카 제3부)      | 97대  | 공화당 | 53.69% | 84,159표  | 1위  | 알래스카주 상원의원 당선 |
| 1986년 선거 | 상원의원 (알래스카 제3부)      | 100대 | 공화당 | 54.02% | 97,674표  | 1위  | 알래스카주 상원의원 당선 |
| 1986년 선거 | 상원의원 (알래스카 제3부)      | 103대 | 공화당 | 53.05% | 127,163표 | 1위  | 알래스카주 상원의원 당선 |
| 1998년 선거 | 상원의원 (알래스카 제3부)      | 106대 | 공화당 | 74.49% | 165,227표 | 1위  | 알래스카주 상원의원 당선 |
| 2002년 선거 | 알래스카 주지사                | 8대   | 공화당 | 55.85% | 129,279표 | 1위  | 알래스카 주지사 당선     |